# Telegram
Telegram je naziv za poruku poslatu preko telegrafskih signala (optičkih ili električnih). Svoj uobičajeni oblik su dobili u 19. veku sa uspostavom prvih telegrafskih mreža preko kojih su se poruke mogle slati putem Morzeove azbuke, odnosno razvojem sistema dostave poruka koje su primaocima dostavljali kuriri ili poštanski službenici. Telegrami su sve do prelaza sa 19. u 20. vek predstavljali najbrži način komunikacije, ali su često, zbog ograničenosti mreže ili visoke cene, obično bili mnogo kraći od tradicionalnih pisama. Telegrami su se kao sredstvo komunikacije održali i nakon pronalaska telefona i radio uređaja, ali ih je konačno na marginu tek krajem 20. i početkom 21. veka potisnuo razvoj Interneta i mobilnih mreža, tako da su mnoge poštanske službe tek tada ukinule tu uslugu.

## Spoljašnje veze
- Aus für Telegramme in Österreich auf heise online vom 1. November 2005
- Internet und Handys bereiten Auslandstelegrammen den Garaus auf heise online vom 1. September 2000
- Pressemitteilung der Schweizer Post vom 14. Januar 1999